# Дощ (гурт)
Дощ — український рок-гурт, заснований 1998 року. Стиль «Дощу» зазвичай визначають як альтернативний рок.

## Історія
Група ДОЩ утворилася в 1998 році в Запоріжжі і стала відома широкій аудиторії після успішної участі у фестивалі «Перлини сезону 2007». Учасники групи ДОЩ в різний час ставали лауреатами престижних українських конкурсів та фестивалів:  «Червона Рута» (2006, 2004), телепроєкту «Шанс» (2004) та інших.

## Альбом

### "Гра світла" 2007 рік
1. Друзі
2. Вже не з тобою
3. Вечори
4. Останній полон
5. Холодне сонце
6. Твоїми очима
7. Безнадійно самотня
8. Танго
9. Тільки дихай
10. Крила
11. Подих

## Кліпи
- Вже не з тобою
- Де ти тепер
- Дощ

## Учасники
- Коваленко Євген — засновник гурту, перший вокаліст, клавішник, автор текстів та музики;
- Денис Кузьмічов — барабани;
- Дмитро Герасименко — бас;
- Юрій Курган — гітара.